# Acht Schulen des Daoismus
Unter dem Oberbegriff der Acht Schulen (chinesisch 八派, Pinyin ba pai) werden im chinesischen Daoismus die folgenden Schulen verstanden:
- daode 道德
- xiantian 先天
- lingbao 灵宝
- zhengyi 正一
- qingwei 清微
- jingming 净明
- yutang 玉堂
- tianxin 天心